# Rytidosperma caespitosum
Rytidosperma caespitosum là một loài thực vật có hoa trong họ Hòa thảo. Loài này được (Gaudich.) Connor & Edgar miêu tả khoa học đầu tiên năm 1979.